# Irén Karcsis-Daruházi
Irén Karcsis-Daruházi   (Budapest, 18 de març de 1927 - 13 d'octubre de 2011) va ser una gimnasta artística hongaresa que va competir durant les dècades de 1940 i 1950.
El 1948 va prendre part en els Jocs Olímpics de Londres, on guanyà la medalla de plata en la competició del concurs complet per equips del programa de gimnàstica. Quatre anys més tard, als Jocs de Hèlsinki, disputà les set proves del programa de gimnàstica. Guanyà la plata en el concurs complet per equips i el bronze en el concurs per aparells.